# European Challenge Cup 2008/09
Der European Challenge Cup 2008/09 war die 13. Ausgabe des European Challenge Cup, des zweitrangigen europäischen Pokalwettbewerbs im Rugby Union. Es waren 20 Mannschaften beteiligt. Der Wettbewerb begann am 9. Oktober 2008, das Finale fand am 22. Mai 2009 in The Stoop in London statt. Den Titel gewann das englische Team Northampton Saints.

## Modus
Alle Mannschaften der englischen Guinness Premiership, der französischen Top 14 und  der internationalen Magners League, die sich nicht für den Heineken Cup qualifiziert hatten, nahmen am European Challenge Cup teil. Hinzu kamen vier Mannschaften aus der italienischen Super 10 sowie je ein Vertreter Rumäniens und Spaniens.
In der Gruppenphase waren die 20 Teams in fünf Gruppen mit je vier Mannschaften eingeteilt. Die Setzreihenfolge basierte auf der Platzierung in der gesamteuropäischen Clubrangliste. Jede Mannschaft spielte je ein Heim- und ein Auswärtsspiel gegen die drei Gruppengegner. In der Gruppenphase erhielten die Mannschaften:
- vier Punkte für einen Sieg
- zwei Punkte für ein Unentschieden
- einen Bonuspunkt bei vier oder mehr Versuchen
- einen Bonuspunkt bei einer Niederlage mit sieben oder weniger Punkten Differenz

Für das Viertelfinale qualifizierten sich die fünf Gruppensieger und die drei besten Gruppenzweiten. Das Heimspielrecht im Viertelfinale hatten jene vier Mannschaften, die in der Gruppenphase erfolgreicher waren.

## Gruppenphase

### Gruppe 1
|    | Team           | Spiele | Siege | Unent. | Ndlg. | Spiel- punkte | Diff. | Bonus- punkte | Tabellen- punkte |
| -- | -------------- | ------ | ----- | ------ | ----- | ------------- | ----- | ------------- | ---------------- |
| 1. | London Irish   | 6      | 6     | 0      | 0     | 300:34        | + 266 | 5             | 29               |
| 2. | Connacht Rugby | 6      | 4     | 0      | 2     | 159:140       | + 19  | 3             | 19               |
| 3. | Rugby Rovigo   | 6      | 1     | 0      | 5     | 79:199        | − 120 | 1             | 5                |
| 4. | US Dax         | 6      | 1     | 0      | 5     | 55:220        | − 165 | 0             | 4                |

| 10. Oktober 2008 19:00 MESZ | US Dax  | 12 : 30 | Connacht Rugby | Stade Maurice-Boyau, Dax Zuschauer: 4.510 |
| 10. Oktober 2008 19:00 MESZ | Bericht |         |                | Stade Maurice-Boyau, Dax Zuschauer: 4.510 |

| 11. Oktober 2008 13:00 WESZ | London Irish | 78 : 3 | Rugby Rovigo | Madejski Stadium, Reading Zuschauer: 5.857 |
| 11. Oktober 2008 13:00 WESZ | Bericht      |        |              | Madejski Stadium, Reading Zuschauer: 5.857 |

| 17. Oktober 2008 19:00 WESZ | Connacht Rugby | 19 : 21 | London Irish | Galway Sportsgrounds, Galway Zuschauer: 4.186 |
| 17. Oktober 2008 19:00 WESZ | Bericht        |         |              | Galway Sportsgrounds, Galway Zuschauer: 4.186 |

| 18. Oktober 2008 15:00 MESZ | Rugby Rovigo | 24 : 11 | US Dax | Stadio Comunale Mario Battaglini, Rovigo Zuschauer: 1.100 |
| 18. Oktober 2008 15:00 MESZ | Bericht      |         |        | Stadio Comunale Mario Battaglini, Rovigo Zuschauer: 1.100 |

| 5. Dezember 2008 19:00 MEZ | US Dax  | 0 : 38 | London Irish | Stade Maurice-Boyau, Dax Zuschauer: 4.335 |
| 5. Dezember 2008 19:00 MEZ | Bericht |        |              | Stade Maurice-Boyau, Dax Zuschauer: 4.335 |

| 6. Dezember 2008 15:00 MEZ | Rugby Rovigo | 20 : 35 | Connacht Rugby | Stadio Comunale Mario Battaglini, Rovigo Zuschauer: 1.000 |
| 6. Dezember 2008 15:00 MEZ | Bericht      |         |                | Stadio Comunale Mario Battaglini, Rovigo Zuschauer: 1.000 |

| 11. Dezember 2008 19:45 WEZ | London Irish | 59 : 7 | US Dax | Madejski Stadium, Reading Zuschauer: 6.004 |
| 11. Dezember 2008 19:45 WEZ | Bericht      |        |        | Madejski Stadium, Reading Zuschauer: 6.004 |

| 12. Dezember 2008 18:30 WEZ | Connacht Rugby | 30 : 3 | Rugby Rovigo | Galway Sportsgrounds, Galway Zuschauer: 1.480 |
| 12. Dezember 2008 18:30 WEZ | Bericht        |        |              | Galway Sportsgrounds, Galway Zuschauer: 1.480 |

| 16. Januar 2009 19:00 MEZ | US Dax  | 22 : 20 | Rugby Rovigo | Stade Maurice-Boyau, Dax Zuschauer: 4.000 |
| 16. Januar 2009 19:00 MEZ | Bericht |         |              | Stade Maurice-Boyau, Dax Zuschauer: 4.000 |

| 17. Januar 2009 15:00 WEZ | London Irish | 78 : 5 | Connacht Rugby | Madejski Stadium, Reading Zuschauer: 8.795 |
| 17. Januar 2009 15:00 WEZ | Bericht      |        |                | Madejski Stadium, Reading Zuschauer: 8.795 |

| 23. Januar 2009 18:30 WEZ | Connacht Rugby | 49 : 3 | US Dax | Galway Sportsgrounds, Galway Zuschauer: 1.890 |
| 23. Januar 2009 18:30 WEZ | Bericht        |        |        | Galway Sportsgrounds, Galway Zuschauer: 1.890 |

| 24. Januar 2009 15:00 MEZ | Rugby Rovigo | 9 : 23 | London Irish | Stadio Comunale Mario Battaglini, Rovigo Zuschauer: 1.200 |
| 24. Januar 2009 15:00 MEZ | Bericht      |        |              | Stadio Comunale Mario Battaglini, Rovigo Zuschauer: 1.200 |

### Gruppe 2
|    | Team                   | Spiele | Siege | Unent. | Ndlg. | Spiel- punkte | Diff. | Bonus- punkte | Tabellen- punkte |
| -- | ---------------------- | ------ | ----- | ------ | ----- | ------------- | ----- | ------------- | ---------------- |
| 1. | Northampton Saints     | 6      | 6     | 0      | 0     | 278:69        | + 209 | 5             | 29               |
| 2. | Bristol Rugby          | 6      | 3     | 0      | 3     | 140:168       | − 28  | 2             | 14               |
| 3. | Montpellier Hérault RC | 6      | 2     | 0      | 4     | 101:159       | − 58  | 1             | 9                |
| 4. | RC Toulon              | 6      | 1     | 0      | 5     | 84:207        | − 123 | 1             | 5                |

| 9. Oktober 2008 20:45 MESZ | RC Toulon | 3 : 56 | Northampton Saints | Stade Mayol, Toulon Zuschauer: 9.000 |
| 9. Oktober 2008 20:45 MESZ | Bericht   |        |                    | Stade Mayol, Toulon Zuschauer: 9.000 |

| 10. Oktober 2008 19:00 MESZ | Montpellier Hérault RC | 33 : 15 | Bristol Rugby | Stade Yves-du-Manoir, Montpellier Zuschauer: 9.040 |
| 10. Oktober 2008 19:00 MESZ | Bericht                |         |               | Stade Yves-du-Manoir, Montpellier Zuschauer: 9.040 |

| 17. Oktober 2008 19:45 WESZ | Bristol Rugby | 39 : 11 | RC Toulon | Memorial Stadium, Bristol Zuschauer: 5.445 |
| 17. Oktober 2008 19:45 WESZ | Bericht       |         |           | Memorial Stadium, Bristol Zuschauer: 5.445 |

| 18. Oktober 2008 19:45 WESZ | Northampton Saints | 51 : 7 | Montpellier Hérault RC | Franklin’s Gardens, Northampton Zuschauer: 12.179 |
| 18. Oktober 2008 19:45 WESZ | Bericht            |        |                        | Franklin’s Gardens, Northampton Zuschauer: 12.179 |

| 4. Dezember 2008 20:45 MEZ | Montpellier Hérault RC | 57 : 24 | RC Toulon | Stade Yves-du-Manoir, Montpellier Zuschauer: 5.812 |
| 4. Dezember 2008 20:45 MEZ | Bericht                |         |           | Stade Yves-du-Manoir, Montpellier Zuschauer: 5.812 |

| 6. Dezember 2008 15:00 WEZ | Northampton Saints | 66 : 3 | Bristol Rugby | Franklin’s Gardens, Northampton Zuschauer: 12.607 |
| 6. Dezember 2008 15:00 WEZ | Bericht            |        |               | Franklin’s Gardens, Northampton Zuschauer: 12.607 |

| 13. Dezember 2008 20:45 MEZ | RC Toulon | 30 : 9 | Montpellier Hérault RC | Stade Mayol, Toulon Zuschauer: 6.500 |
| 13. Dezember 2008 20:45 MEZ | Bericht   |        |                        | Stade Mayol, Toulon Zuschauer: 6.500 |

| 14. Dezember 2008 15:00 WEZ | Bristol Rugby | 21 : 25 | Northampton Saints | Memorial Stadium, Bristol Zuschauer: 5.220 |
| 14. Dezember 2008 15:00 WEZ | Bericht       |         |                    | Memorial Stadium, Bristol Zuschauer: 5.220 |

| 15. Januar 2009 20:45 MEZ | Montpellier Hérault RC | 24 : 28 | Northampton Saints | Stade Yves-du-Manoir, Montpellier Zuschauer: 6.952 |
| 15. Januar 2009 20:45 MEZ | Bericht                |         |                    | Stade Yves-du-Manoir, Montpellier Zuschauer: 6.952 |

| 16. Januar 2009 18:00 MEZ | RC Toulon | 19 : 37 | Bristol Rugby | Stade Mayol, Toulon Zuschauer: 5.300 |
| 16. Januar 2009 18:00 MEZ | Bericht   |         |               | Stade Mayol, Toulon Zuschauer: 5.300 |

| 24. Januar 2009 15:00 WEZ | Northampton Saints | 52 : 11 | RC Toulon | Franklin’s Gardens, Northampton Zuschauer: 12.059 |
| 24. Januar 2009 15:00 WEZ | Bericht            |         |           | Franklin’s Gardens, Northampton Zuschauer: 12.059 |

| 25. Januar 2009 15:00 WEZ | Bristol Rugby | 25 : 14 | Montpellier Hérault RC | Memorial Stadium, Bristol Zuschauer: 4.503 |
| 25. Januar 2009 15:00 WEZ | Bericht       |         |                        | Memorial Stadium, Bristol Zuschauer: 4.503 |

### Gruppe 3
|    | Team                  | Spiele | Siege | Unent. | Ndlg. | Spiel- punkte | Diff. | Bonus- punkte | Tabellen- punkte |
| -- | --------------------- | ------ | ----- | ------ | ----- | ------------- | ----- | ------------- | ---------------- |
| 1. | Worcester Warriors    | 6      | 5     | 0      | 1     | 255:94        | + 161 | 4             | 24               |
| 2. | CS Bourgoin-Jallieu   | 6      | 3     | 0      | 3     | 158:115       | + 43  | 3             | 15               |
| 3. | Petrarca Padova Rugby | 6      | 3     | 0      | 3     | 112:206       | − 94  | 1             | 13               |
| 4. | București Rugby       | 6      | 1     | 0      | 5     | 87:197        | − 110 | 1             | 5                |

| 11. Oktober 2008 15:00 MESZ | Petrarca Padova Rugby | 6 : 55 | Worcester Warriors | Stadio Plebiscito, Padua Zuschauer: 2.200 |
| 11. Oktober 2008 15:00 MESZ | Bericht               |        |                    | Stadio Plebiscito, Padua Zuschauer: 2.200 |

| 12. Oktober 2008 16:30 OESZ | București Rugby | 10 : 21 | CS Bourgoin-Jallieu | Stadionul Arcul de Triumf, Bukarest Zuschauer: 1.800 |
| 12. Oktober 2008 16:30 OESZ | Bericht         |         |                     | Stadionul Arcul de Triumf, Bukarest Zuschauer: 1.800 |

| 17. Oktober 2008 20:30 MESZ | CS Bourgoin-Jallieu | 28 : 29 | Petrarca Padova Rugby | Stade Pierre-Rajon, Bourgoin-Jallieu Zuschauer: 4.000 |
| 17. Oktober 2008 20:30 MESZ | Bericht             |         |                       | Stade Pierre-Rajon, Bourgoin-Jallieu Zuschauer: 4.000 |

| 19. Oktober 2008 16:30 OESZ | București Rugby | 17 : 53 | Worcester Warriors | Stadionul Arcul de Triumf, Bukarest Zuschauer: 1.300 |
| 19. Oktober 2008 16:30 OESZ | Bericht         |         |                    | Stadionul Arcul de Triumf, Bukarest Zuschauer: 1.300 |

| 5. Dezember 2008 20:30 MEZ | CS Bourgoin-Jallieu | 29 : 14 | Worcester Warriors | Stade Pierre-Rajon, Bourgoin-Jallieu Zuschauer: 4.000 |
| 5. Dezember 2008 20:30 MEZ | Bericht             |         |                    | Stade Pierre-Rajon, Bourgoin-Jallieu Zuschauer: 4.000 |

| 7. Dezember 2008 13:00 OEZ | București Rugby | 14 : 20 | Petrarca Padova Rugby | Stadionul Arcul de Triumf, Bukarest Zuschauer: 1.800 |
| 7. Dezember 2008 13:00 OEZ | Bericht         |         |                       | Stadionul Arcul de Triumf, Bukarest Zuschauer: 1.800 |

| 13. Dezember 2008 13:00 MEZ | Petrarca Padova Rugby | 15 : 17 | București Rugby | Stadio Plebiscito, Padua Zuschauer: 470 |
| 13. Dezember 2008 13:00 MEZ | Bericht               |         |                 | Stadio Plebiscito, Padua Zuschauer: 470 |

| 13. Dezember 2008 15:00 WEZ | Worcester Warriors | 27 : 6 | CS Bourgoin-Jallieu | Sixways Stadium, Worcester Zuschauer: 7.791 |
| 13. Dezember 2008 15:00 WEZ | Bericht            |        |                     | Sixways Stadium, Worcester Zuschauer: 7.791 |

| 17. Januar 2009 15:00 MEZ | Petrarca Padova Rugby | 25 : 24 | CS Bourgoin-Jallieu | Stadio Plebiscito, Padua Zuschauer: 500 |
| 17. Januar 2009 15:00 MEZ | Bericht               |         |                     | Stadio Plebiscito, Padua Zuschauer: 500 |

| 17. Januar 2009 15:00 WEZ | Worcester Warriors | 38 : 19 | București Rugby | Sixways Stadium, Worcester Zuschauer: 7.323 |
| 17. Januar 2009 15:00 WEZ | Bericht            |         |                 | Sixways Stadium, Worcester Zuschauer: 7.323 |

| 23. Januar 2009 20:30 MEZ | CS Bourgoin-Jallieu | 50 : 10 | București Rugby | Stade Pierre-Rajon, Bourgoin-Jallieu Zuschauer: 4.801 |
| 23. Januar 2009 20:30 MEZ | Bericht             |         |                 | Stade Pierre-Rajon, Bourgoin-Jallieu Zuschauer: 4.801 |

| 24. Januar 2009 15:00 WEZ | Worcester Warriors | 68 : 17 | Petrarca Padova Rugby | Sixways Stadium, Worcester Zuschauer: 7.523 |
| 24. Januar 2009 15:00 WEZ | Bericht            |         |                       | Sixways Stadium, Worcester Zuschauer: 7.523 |

### Gruppe 4
|    | Team              | Spiele | Siege | Unent. | Ndlg. | Spiel- punkte | Diff. | Bonus- punkte | Tabellen- punkte |
| -- | ----------------- | ------ | ----- | ------ | ----- | ------------- | ----- | ------------- | ---------------- |
| 1. | CA Brive          | 6      | 5     | 0      | 1     | 243:89        | + 154 | 4             | 24               |
| 2. | Newcastle Falcons | 6      | 4     | 0      | 2     | 178:90        | + 88  | 3             | 19               |
| 3. | Rugby Parma       | 6      | 3     | 0      | 3     | 165:120       | + 45  | 4             | 16               |
| 4. | CR El Salvador    | 6      | 0     | 0      | 6     | 46:333        | − 287 | 0             | 0                |

| 11. Oktober 2008 18:30 WESZ | Newcastle Falcons | 63 : 0 | CR El Salvador | Kingston Park, Newcastle upon Tyne Zuschauer: 3.789 |
| 11. Oktober 2008 18:30 WESZ | Bericht           |        |                | Kingston Park, Newcastle upon Tyne Zuschauer: 3.789 |

| 12. Oktober 2008 14:30 MESZ | Rugby Parma | 34 : 29 | CA Brive | Stadio XXV Aprile, Parma Zuschauer: 1.100 |
| 12. Oktober 2008 14:30 MESZ | Bericht     |         |          | Stadio XXV Aprile, Parma Zuschauer: 1.100 |

| 16. Oktober 2008 20:45 MESZ | CA Brive | 36 : 22 | Newcastle Falcons | Stade Amédée-Domenech, Brive-la-Gaillarde Zuschauer: 2.000 |
| 16. Oktober 2008 20:45 MESZ | Bericht  |         |                   | Stade Amédée-Domenech, Brive-la-Gaillarde Zuschauer: 2.000 |

| 19. Oktober 2008 12:30 MESZ | CR El Salvador | 21 : 59 | Rugby Parma | Campos de Pepe Rojo, Valladolid Zuschauer: 4.000 |
| 19. Oktober 2008 12:30 MESZ | Bericht        |         |             | Campos de Pepe Rojo, Valladolid Zuschauer: 4.000 |

| 5. Dezember 2008 19:30 MEZ | CA Brive | 84 : 6 | CR El Salvador | Stade Amédée-Domenech, Brive-la-Gaillarde Zuschauer: 4.200 |
| 5. Dezember 2008 19:30 MEZ | Bericht  |        |                | Stade Amédée-Domenech, Brive-la-Gaillarde Zuschauer: 4.200 |

| 6. Dezember 2008 14:30 WEZ | Rugby Parma | 14 : 20 | Newcastle Falcons | Stadio XXV Aprile, Parma Zuschauer: 1.400 |
| 6. Dezember 2008 14:30 WEZ | Bericht     |         |                   | Stadio XXV Aprile, Parma Zuschauer: 1.400 |

| 14. Dezember 2008 12:30 MEZ | CR El Salvador | 5 : 55 | CA Brive | Campos de Pepe Rojo, Valladolid Zuschauer: 3.000 |
| 14. Dezember 2008 12:30 MEZ | Bericht        |        |          | Campos de Pepe Rojo, Valladolid Zuschauer: 3.000 |

| 14. Dezember 2008 15:00 WEZ | Newcastle Falcons | 21 : 16 | Rugby Parma | Kingston Park, Newcastle upon Tyne Zuschauer: 3.902 |
| 14. Dezember 2008 15:00 WEZ | Bericht           |         |             | Kingston Park, Newcastle upon Tyne Zuschauer: 3.902 |

| 17. Januar 2009 14:30 MEZ | Rugby Parma | 29 : 0 | CR El Salvador | Stadio XXV Aprile, Parma Zuschauer: 800 |
| 17. Januar 2009 14:30 MEZ | Bericht     |        |                | Stadio XXV Aprile, Parma Zuschauer: 800 |

| 17. Januar 2009 19:40 WEZ | Newcastle Falcons | 9 : 10 | CA Brive | Kingston Park, Newcastle upon Tyne Zuschauer: 4.514 |
| 17. Januar 2009 19:40 WEZ | Bericht           |        |          | Kingston Park, Newcastle upon Tyne Zuschauer: 4.514 |

| 22. Januar 2009 20:45 MEZ | CA Brive | 29 : 13 | Rugby Parma | Stade Amédée-Domenech, Brive-la-Gaillarde Zuschauer: 4.000 |
| 22. Januar 2009 20:45 MEZ | Bericht  |         |             | Stade Amédée-Domenech, Brive-la-Gaillarde Zuschauer: 4.000 |

| 25. Januar 2009 12:00 MEZ | CR El Salvador | 14 : 43 | Newcastle Falcons | Campos de Pepe Rojo, Valladolid Zuschauer: 2.200 |
| 25. Januar 2009 12:00 MEZ | Bericht        |         |                   | Campos de Pepe Rojo, Valladolid Zuschauer: 2.200 |

### Gruppe 5
|    | Team             | Spiele | Siege | Unent. | Ndlg. | Spiel- punkte | Diff. | Bonus- punkte | Tabellen- punkte |
| -- | ---------------- | ------ | ----- | ------ | ----- | ------------- | ----- | ------------- | ---------------- |
| 1. | Saracens         | 6      | 6     | 0      | 0     | 200:43        | + 157 | 2             | 26               |
| 2. | Rugby Viadana    | 6      | 3     | 0      | 3     | 120:126       | − 6   | 1             | 13               |
| 3. | Aviron Bayonnais | 6      | 3     | 0      | 3     | 99:122        | − 23  | 0             | 12               |
| 4. | Stade Montois    | 6      | 0     | 0      | 6     | 54:182        | − 128 | 1             | 1                |

| 10. Oktober 2008 19:30 MESZ | Aviron Bayonnais | 10 : 21 | Rugby Viadana | Stade Jean-Dauger, Bayonne Zuschauer: 5.000 |
| 10. Oktober 2008 19:30 MESZ | Bericht          |         |               | Stade Jean-Dauger, Bayonne Zuschauer: 5.000 |

| 12. Oktober 2008 15:00 WESZ | Saracens | 53 : 3 | Stade Montois | Vicarage Road, Watford Zuschauer: 5.893 |
| 12. Oktober 2008 15:00 WESZ | Bericht  |        |               | Vicarage Road, Watford Zuschauer: 5.893 |

| 17. Oktober 2008 19:00 MESZ | Stade Montois | 8 : 26 | Aviron Bayonnais | Stade Guy-Boniface, Mont-de-Marsan Zuschauer: 4.680 |
| 17. Oktober 2008 19:00 MESZ | Bericht       |        |                  | Stade Guy-Boniface, Mont-de-Marsan Zuschauer: 4.680 |

| 18. Oktober 2008 19:00 MESZ | Rugby Viadana | 12 : 35 | Saracens | Stadio Luigi Zaffanella, Viadana Zuschauer: 4.175 |
| 18. Oktober 2008 19:00 MESZ | Bericht       |         |          | Stadio Luigi Zaffanella, Viadana Zuschauer: 4.175 |

| 6. Dezember 2008 15:30 MEZ | Stade Montois | 15 : 21 | Rugby Viadana | Stade Guy-Boniface, Mont-de-Marsan Zuschauer: 1.600 |
| 6. Dezember 2008 15:30 MEZ | Bericht       |         |               | Stade Guy-Boniface, Mont-de-Marsan Zuschauer: 1.600 |

| 6. Dezember 2008 20:45 MEZ | Aviron Bayonnais | 6 : 16 | Saracens | Stade Jean-Dauger, Bayonne Zuschauer: 6.000 |
| 6. Dezember 2008 20:45 MEZ | Bericht          |        |          | Stade Jean-Dauger, Bayonne Zuschauer: 6.000 |

| 13. Dezember 2008 19:00 MEZ | Rugby Viadana | 25 : 6 | Stade Montois | Stadio Luigi Zaffanella, Viadana Zuschauer: 1.500 |
| 13. Dezember 2008 19:00 MEZ | Bericht       |        |               | Stadio Luigi Zaffanella, Viadana Zuschauer: 1.500 |

| 14. Dezember 2008 15:00 WEZ | Saracens | 36 : 0 | Aviron Bayonnais | Vicarage Road, Watford Zuschauer: 5.365 |
| 14. Dezember 2008 15:00 WEZ | Bericht  |        |                  | Vicarage Road, Watford Zuschauer: 5.365 |

| 16. Januar 2009 19:30 MEZ | Aviron Bayonnais | 33 : 19 | Stade Montois | Stade Jean-Dauger, Bayonne Zuschauer: 4.000 |
| 16. Januar 2009 19:30 MEZ | Bericht          |         |               | Stade Jean-Dauger, Bayonne Zuschauer: 4.000 |

| 18. Januar 2009 15:00 WEZ | Saracens | 36 : 19 | Rugby Viadana | Vicarage Road, Watford Zuschauer: 6.146 |
| 18. Januar 2009 15:00 WEZ | Bericht  |         |               | Vicarage Road, Watford Zuschauer: 6.146 |

| 23. Januar 2009 19:00 MEZ | Stade Montois | 3 : 24 | Saracens | Stade Guy-Boniface, Mont-de-Marsan Zuschauer: 1.800 |
| 23. Januar 2009 19:00 MEZ | Bericht       |        |          | Stade Guy-Boniface, Mont-de-Marsan Zuschauer: 1.800 |

| 24. Januar 2009 19:00 MEZ | Rugby Viadana | 22 : 24 | Aviron Bayonnais | Stadio Luigi Zaffanella, Viadana Zuschauer: 2.000 |
| 24. Januar 2009 19:00 MEZ | Bericht       |         |                  | Stadio Luigi Zaffanella, Viadana Zuschauer: 2.000 |

## K.-o.-Runde

### Setzliste
Nach der Gruppenphase trafen die fünf Gruppensieger sowie die drei besten Gruppenzweiten aufeinander.
1. London Irish
2. Northampton Saints
3. Saracens
4. Worcester Warriors
5. CA Brive
6. Newcastle Falcons
7. Connacht Rugby
8. CS Bourgoin-Jallieu

### Viertelfinale
| 9. April 2009 19:30 WESZ | London Irish | 30 : 32        | CS Bourgoin-Jallieu | Madejski Stadium, Reading Zuschauer: 6.455 Schiedsrichter: Peter Allan (Schottland) |
| 9. April 2009 19:30 WESZ | Versuche: Mapusua 56. erh. S. Armitage 80.+ erh. Erhöhungen: D. Armitage (1/2) Straftritte: D. Armitage (5/6) 11., 16., 31., 40., 71. Dropgoals: Kennedy (1/1) 79. | (12:9) Bericht | Versuche: Forest 42. erh. Nicolas 77. erh. Erhöhungen: Parra (2/2) Straftritte: Parra (4/5) 6., 37., 59., 63. Dropgoals: Boyet (2/4) 28., 72. | Madejski Stadium, Reading Zuschauer: 6.455 Schiedsrichter: Peter Allan (Schottland) |

| 11. April 2009 13:00 WESZ | Worcester Warriors | 29 : 18        | CA Brive | Sixways Stadium, Worcester Zuschauer: 4.323 Schiedsrichter: Peter Fitzgibbon (Irland) |
| 11. April 2009 13:00 WESZ | Versuche: Garvey 11. erh., 72. erh. Sanderson 22. erh. Grove 52. n.erh. Erhöhungen: Jones (3/4) Straftritte: Jones (1/1) 9. | (17:8) Bericht | Versuche: Cooke 35. n.erh., 44. erh. Erhöhungen: Palisson (1/2) Straftritte: Goode (1/1) 17. Palisson (1/1) 66. | Sixways Stadium, Worcester Zuschauer: 4.323 Schiedsrichter: Peter Fitzgibbon (Irland) |

| 11. April 2009 15:00 WESZ | Northampton Saints | 42 : 13       | Connacht Rugby                                                                                             | Franklin’s Gardens, Northampton Zuschauer: 9.119 Schiedsrichter: Romain Poite (Frankreich) |
| 11. April 2009 15:00 WESZ | Versuche: Best 71. erh. Ansbro 74. n.erh. Reihana 79. erh. Mayor 80. n.erh. Erhöhungen: Myler (1/2) Everitt (1/2) Straftritte: Myler (6/6) 16., 24., 37., 45., 55., 65. | (9:6) Bericht | Versuche: Ofisa 52. erh. Erhöhungen: Keatley (1/1) Straftritte: Keatley (1/1) Dropgoals: Keatley (1/1) 29. | Franklin’s Gardens, Northampton Zuschauer: 9.119 Schiedsrichter: Romain Poite (Frankreich) |

| 12. April 2009 15:00 WESZ | Saracens | 32 : 13        | Newcastle Falcons                                                         | Vicarage Road, Watford Zuschauer: 7.711 Schiedsrichter: Carlo Damasco (Italien) |
| 12. April 2009 15:00 WESZ | Versuche: Johnston 26. erh. Barritt 30. erh. Erhöhungen: Jackson (2/2) Straftritte: Jackson (5/5) 15., 23., 53., 65., 68. Dropgoals: Jackson (1/1) 38. | (23:3) Bericht | Versuche: Williams 58. n.erh. Dowson 79. n.erh. Straftritte: May (1/1) 9. | Vicarage Road, Watford Zuschauer: 7.711 Schiedsrichter: Carlo Damasco (Italien) |

### Halbfinale
| 1. Mai 2009 19:45 WESZ | Northampton Saints                                                                                             | 16 : 13        | Saracens                                                                               | Franklin’s Gardens, Northampton Zuschauer: 11.073 Schiedsrichter: Romain Poite (Frankreich) |
| 1. Mai 2009 19:45 WESZ | Versuche: Reihana 30. erh. Erhöhungen: Myler (1/1) Straftritte: Myler (2/2) 7., 13. Dropgoals: Myler (1/1) 74. | (13:3) Bericht | Versuche: Penney 73. erh. Erhöhungen: Jackson (1/1) Straftritte: Jackson (2/2) 5., 52. | Franklin’s Gardens, Northampton Zuschauer: 11.073 Schiedsrichter: Romain Poite (Frankreich) |

| 2. Mai 2009 13:30 MESZ | CS Bourgoin-Jallieu | 22 : 11       | Worcester Warriors                                                 | Stade Pierre-Rajon, Bourgoin-Jallieu Zuschauer: 8.200 Schiedsrichter: Peter Fitzgibbon (Irland) |
| 2. Mai 2009 13:30 MESZ | Versuche: Levast 62. erh. Erhöhungen: Parra (1/1) Straftritte: Parra (4/4) 10., 43., 52., 58. Dropgoals: Boyet (1/1) 60. | (3:6) Bericht | Versuche: Benjamin 78. n.erh. Straftritte: Carlisle (2/2) 28., 35. | Stade Pierre-Rajon, Bourgoin-Jallieu Zuschauer: 8.200 Schiedsrichter: Peter Fitzgibbon (Irland) |

### Finale
| 22. Mai 2009 19:45 WESZ | Northampton Saints                              | 15 : 3        | CS Bourgoin-Jallieu          | The Stoop, London Zuschauer: 9.260 Schiedsrichter: George Clancy (Irland) |
| 22. Mai 2009 19:45 WESZ | Straftritte: Myler (5/5) 9., 20., 38., 48., 69. | (9:3) Bericht | Straftritte: Parra (1/1) 33. | The Stoop, London Zuschauer: 9.260 Schiedsrichter: George Clancy (Irland) |